# Lepismium lineare
Lepismium lineare là một loài thực vật có hoa trong họ Cactaceae. Loài này được (K. Schum.) Barthlott mô tả khoa học đầu tiên năm 1991.